# Estilo rústico do Serviço de Parques Nacionais
O estilo rústico do Serviço de Parques Nacionais (em inglês:  National Park Service rustic) – às vezes coloquialmente chamado de Parkitecture – é um estilo de arquitetura que se desenvolveu no início e meados do século XX no Serviço de Parques Nacionais dos Estados Unidos (NPS) por meio de seus esforços para criar edifícios que se harmonizassem com o ambiente natural. Desde sua fundação em 1916, o NPS buscou projetar e construir instalações para visitantes sem interromper visualmente o ambiente natural ou histórico. Os primeiros resultados foram caracterizados pelo uso intensivo de trabalho manual e uma rejeição da regularidade e simetria do mundo industrial, refletindo conexões com o movimento Arts & Crafts e a arquitetura pitoresca americana.
Arquitetos, paisagistas e engenheiros combinaram madeira e pedra nativas com estilos nativos convincentes para criar estruturas visualmente atraentes que pareciam se encaixar naturalmente nas paisagens majestosas. Exemplos do estilo podem ser encontrados em vários tipos de estruturas de Parques Nacionais, incluindo portões de entrada, hotéis e alojamentos, estradas e pontes de parques, centros de visitantes, abrigos de trilhas, quiosques informativos e até mesmo instalações mundanas de manutenção e suporte. Muitas dessas construções estão listados no Registro Nacional de Lugares Históricos.

## Desenvolvimento (1872–1916)
Os primeiros parques nacionais foram uma resposta ao romantismo que reestruturou o conceito americano de natureza selvagem no século XIX. Como visto na arte de John James Audubon, James Fenimore Cooper, Thomas Cole, George Catlin, William Cullen Bryant e outros, a ideia de natureza selvagem se desenvolveu durante o curso do século XIX de uma entidade a ser temida e conquistada para um recurso que deveria ser preservado e valorizado. As primeiras filosofias de preservação da natureza selvagem – expressas por meio de pintura, poesia, ensaios e, mais tarde, fotografia – ajudaram a estabelecer as bases para a aceitação dos primeiros parques nacionais. Começando com Yosemite em 1864 e Yellowstone em 1872, terras públicas foram reservadas como parques. A administração inicial dessas reservas foi aleatória. Yosemite foi vítima de um conselho politizado de comissões estaduais, enquanto Yellowstone recebeu um superintendente não remunerado e nenhuma verba.
Em 1883, por causa da caça ilegal e do escândalo político, o Exército foi autorizado a proteger Yellowstone, embora não tenha sido chamado pelo Secretário do Interior para fazê-lo até 1886. E Exército permaneceu em Yellowstone em uma capacidade administrativa até 1916. Depois de 1890, o Exército também foi chamado para proteger Sequoia, a árvore General Grant e Yosemite. Em cada um dos parques do Exército, o Departamento de Guerra foi obrigado a erguer instalações básicas para sue próprio uso. Fort Yellowstone, no Wyoming, era o mais importante desses complexos. Os edifícios lá foram construídos de acordo com as especificações do Exército. O Exército não tinha interesse direto na paisagem, e isso ecoava em sua arquitetura.
Naqueles primeiros parques onde o Departamento do Interior mantinha a responsabilidade administrativa (incluindo Lago Crater, Monte Rainier e Glacier), os prédios governamentais geralmente eram limitados a expressões primitivas e vernáculas de necessidade de instalações. Barracos de estrutura rústica, cabanas de madeira ou armações de tendas geralmente era suficientes. Essas primeiras instalações governamentais podiam ser simples porque a responsabilidade por abrigar e transportar o visitante do parque era delegada aos concessionários do parque.

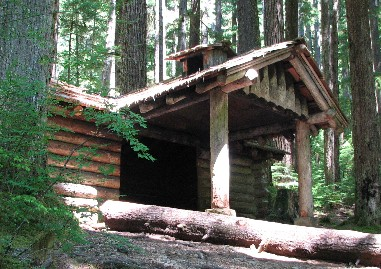
Abrigo de trilha em Sol Duc Falls, Parque Nacional Olympic

Os primeiros concessionários de parques receberam pouca supervisão. Suas estruturas eram esforços típicos de fronteira improvisados. As ferrovias trouxeram os primeiros grandes desenvolvimentos para os parques. Somente após a conclusão das ferrovias transcontinentais do norte na década de 1890, instalações de concessionários mais avançadas apareceram em Yellowstone, por exemplo. Entre os primeiros estava o Lake Hotel, construído pela Northern Pacific Railway em 1890. O classicismo formal dessa estrutura, com suas colunas jônicas, três pórticos projetados e fachada simétrica, deixou claro que o edifício não devia nada ao seu ambiente. Ao mesmo tempo, como parte desse processo, eles também introduziram sua expertise em arquitetura e engenharia. A busca das ferrovias por estilos arquitetônicos adequados para ambientes de parque ocorreu em uma época em que a arquitetura paisagista estava começando a exercer grande influência no design e na teoria arquitetônica. Em 1842, o arquiteto paisagista Andrew Jackson Downing divulgou suas ideias sobre paisagens "pitorescas" e a importância da natureza no design arquitetônico em seu livro amplamente distribuído Cottage Residences. Várias décadas depois, Frederick Law Olmsted Sr., um amigo e aluno de Downing, trabalhando em conjunto com arquitetos como Henry Hobson Richardson, fortaleceu as conexões entre arquitetura e arquitetura paisagística. As formas dos edifícios respondiam aos seus locais, o paisagismo se tornando parte integrante do design. Embora os edifícios geralmente fossem construídos com materiais naturais, como pedras nativas, madeira e telhas, poucos eram intencionalmente "rústicos". Os primeiros exemplos "rústicos" eram geralmente "follies" – gazebos e pequenos pavilhões. Edifícios maiores intencionalmente rústicos em estilo apareceram nas montanhas Adirondack na década de 1870, criando o estilo conhecido como arquitetura Adirondack. Essa influência começou a aparecer na arquitetura de parques depois de 1900.

## Política
À medida que o Serviço de Parques se tornou mais organizado na década de 1920, ele estabeleceu uma política de design rústico. Promulgado principalmente pelo arquiteto paisagista Thomas Chalmers Vint, com o apoio do arquiteto Herbert Maier, o design rústico se consolidou como prática padrão no Serviço de Parques. Durante a década de 1930, o Serviço de Parques administrou projetos do Civilian Conservation Corps em parques estaduais e usou a oportunidade para promover o design rústico em larga escala. No entanto, no período pós-Segunda Guerra Mundial, tornou-se evidente que as instalações não poderiam ser construídas em quantidade suficiente para lidar com um enorme aumento na visitação de parques por automóveis. No programa Mission 66, Vint e Maier abandonaram conscientemente o estilo rústico em favor de um estilo moderno mais enxuto e expedito.

## Yosemite

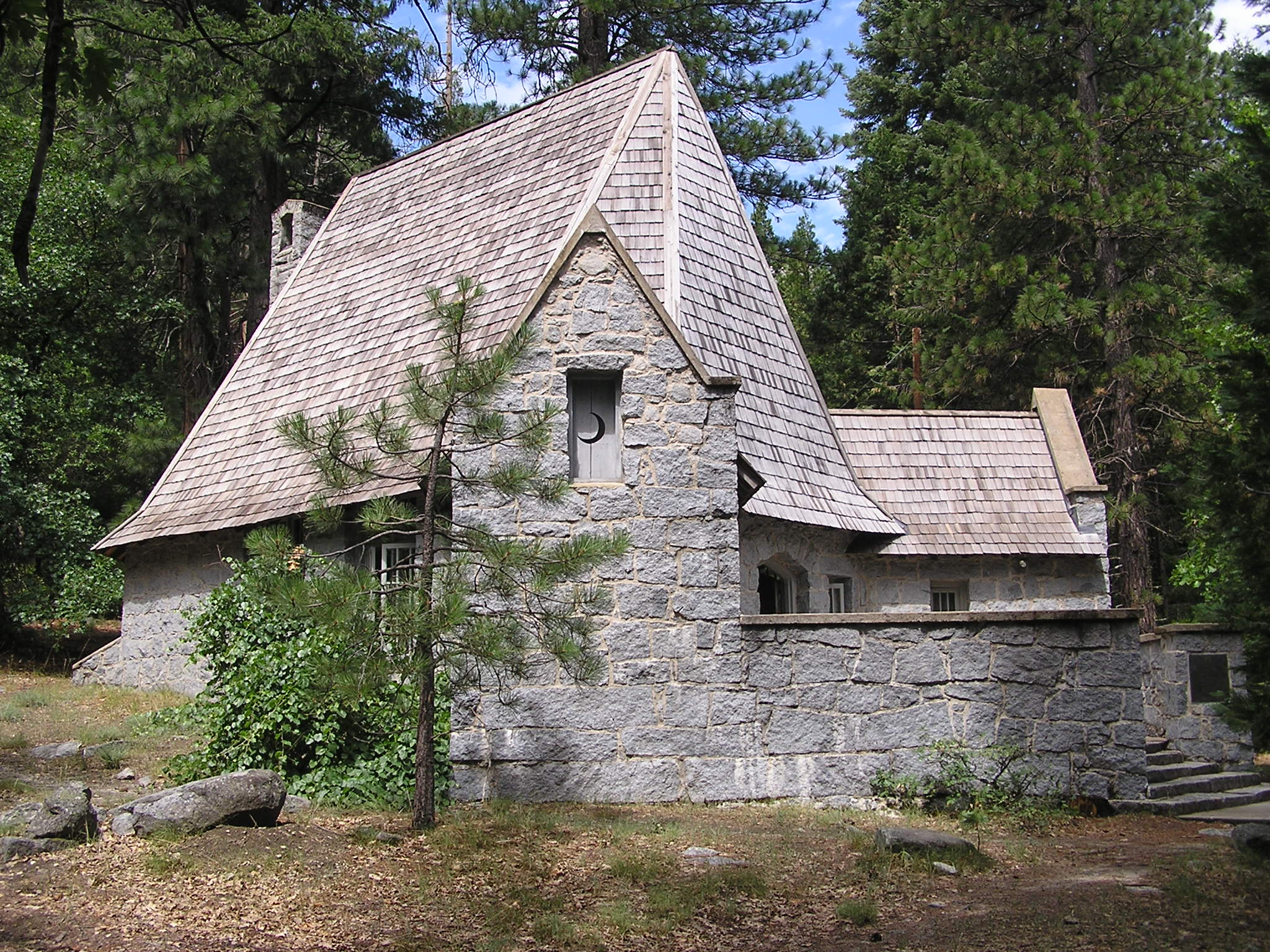
Exterior do LeConte Memorial Lodge

Em 1903, o Sierra Club ergueu o LeConte Memorial Lodge no vale de Yosemite. Projetado para servir como sede de verão do clube, ele continha uma biblioteca e um centro de informações do clube. Granito nativo desgastado dominava o edifício simétrico estilo Tudor, que trazia a forte marca de seu arquiteto, John White, em uma linha de telhado exagerada que compreendia mais da metade da altura da estrutura, uma enorme lareira de granito e suas vigas de telhado expostas com acabamento áspero.

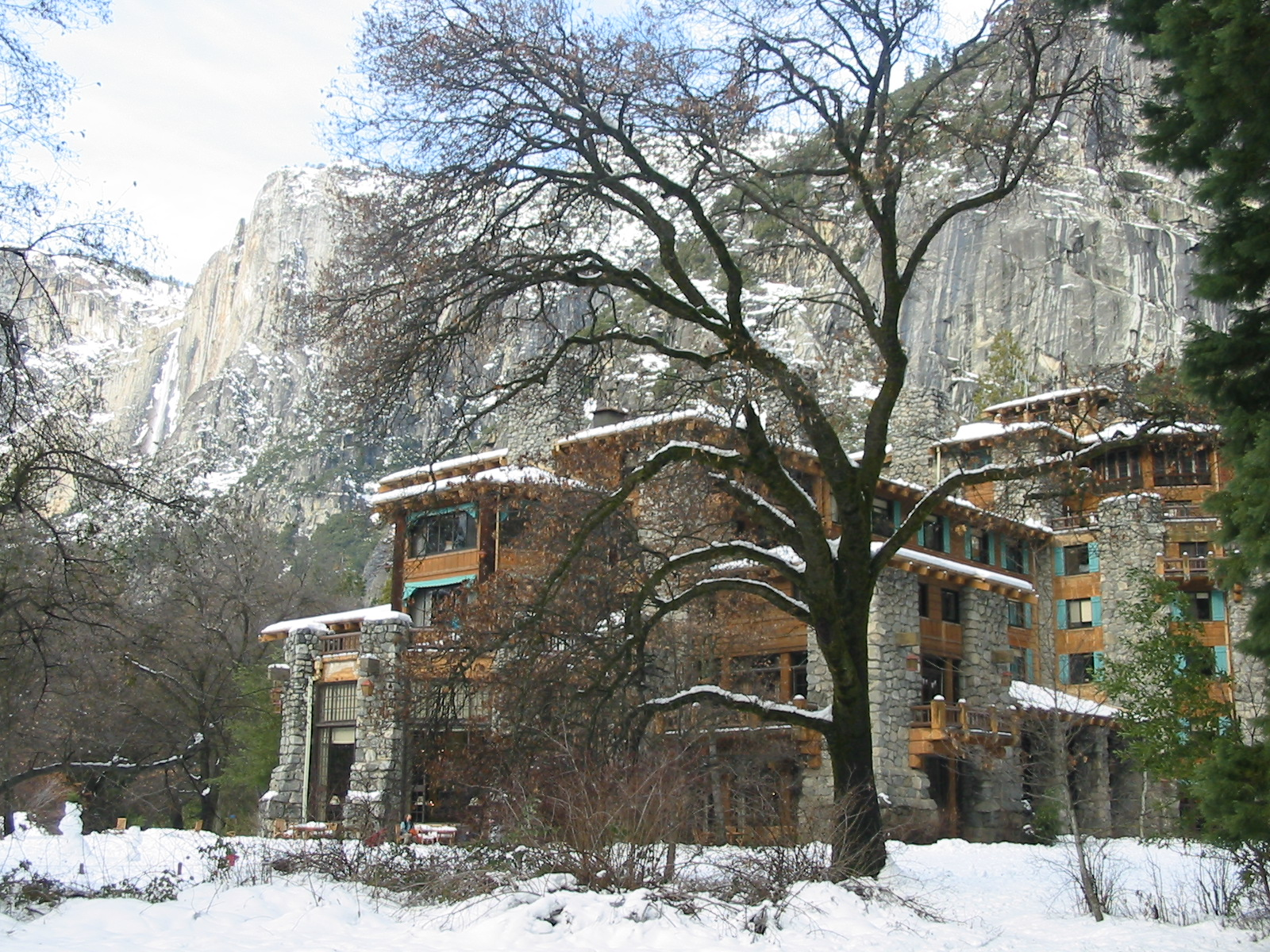
O Ahwahnee Hotel em dezembro

A Yosemite Valley Railroad construiu um depósito em 1910 em El Portal, perto do limite do parque, e um depósito de diligências no vale de Yosemite. Embora as operações da ferrovia fossem em uma escala muito menor do que aquelas no Grand Canyon ou Yellowstone, seus edifícios eram expressões significativas da arquitetura do parque local. Ambas as estruturas foram construídas em um estilo Stick rústico que lembra a arquitetura do acampamento Adirondack do século XIX. Os edifícios de estrutura de madeira eram cobertos com painéis de galhos decorativos. Os suportes diagonais do depósito eram pequenos troncos, completos com nós salientes. O Yosemite Valley Stage Depot, que também servia como um escritório de telégrafo, tinha um telhado de duas águas íngreme, que compreendia mais da metade da altura do edifício, e vidraças em forma de diamante. Ambas as estruturas eram representativas de um movimento local de arquitetura "rústica" que se desenvolveu em Yosemite depois de 1900. Vários edifícios no vizinho Camp Curry compartilhavam o estilo.

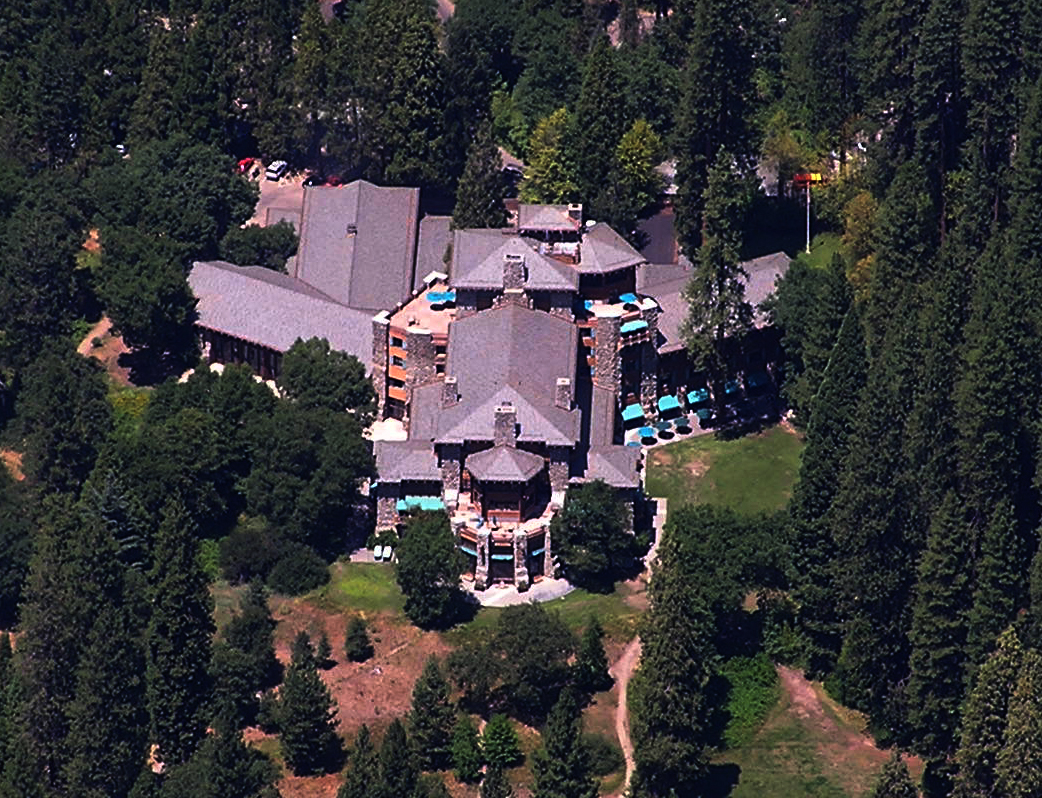
Ahwahnee Hotel

Glacier Point recebeu um novo hotel em 1917. Erguido pela Desmond Park Company, a estrutura de 2 e 3 andares coberta de telhas tinha uma ênfase distinta no design de chalé suíço. Os telhados íngremes, vários frontões e sacadas intrincadas adicionaram detalhes a esta estrutura alpina. Embora situado de forma que tivesse vista para a região alta de Yosemite, o hotel era suficientemente afastado do Glacier Point propriamente dito para reduzir seu impacto visual.
O Parsons Memorial Lodge foi construído pelo Sierra Club em 1915 em Tuolumne Meadows. O Parsons Lodge era um edifício amplo e discreto, cujas paredes pareciam ser de alvenaria de pedra seca de granito. Na verdade, o arquiteto havia experimentado uma nova técnica de construção para que as paredes de pedra danificadas tivessem núcleos de concreto. Essa filosofia de usar novos métodos de construção em imitação visual de técnicas de construção pioneiras amadureceu na década de 1920 em estruturas como o Ahwahnee Hotel de Yosemite. Um arquiteto contemporâneo declarou: "O edifício parece crescer do solo naturalmente e pertencer a ele tanto quanto as árvores e pedras vizinhas."

## Yellowstone

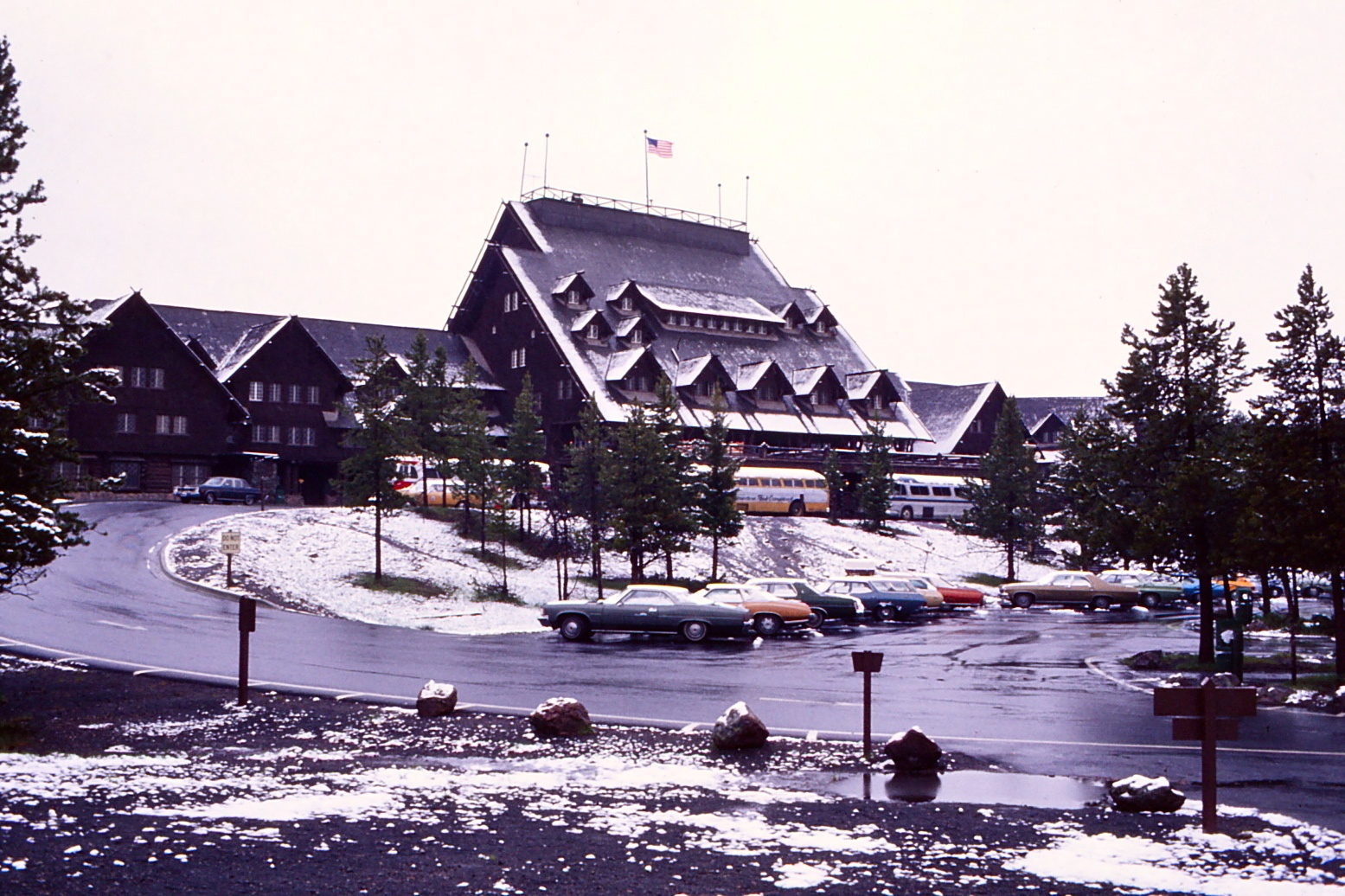
Old Faithful Inn, 1975

No Parque Nacional de Yellowstone em 1903, a Northern Pacific Railway construiu o Old Faithful Inn. Esse resort de seis andares seguia a tradição de chalé suíço-villa norueguesa, mas foi executado de uma maneira bem ocidental. O exterior da construção de estrutura de toras era revestido com telhas, e o edifício era fortemente articulado com pilares e cantos de madeira. Dois andares de lucarnas projetadas se salientavam do enorme outão principal, que era a característica arquitetônica dominante. A combinação de madeira, telhas e forma resultou em uma estrutura magistral. O Inn foi projetado por Robert Reamer, que teria "esboçado os planos enquanto saía trêmulo de uma submersão monumental em malte, e algumas autoridades afirmam ser capazes de ler esse fato em seus contornos únicos".
Uma série de quatro "museus de trilha" foram projetados para Yellowstone por Herbert Maier no final da década de 1920 em Madison, Norris Geyser Basin, Fishing Bridge e Old Faithful. Maier projetou muitas estruturas de parques nos parques nacionais ocidentais durante sua gestão como um arquiteto ativo do Serviço de Parques, e se tornou um administrador influente no escritório regional do Serviço de Parques.

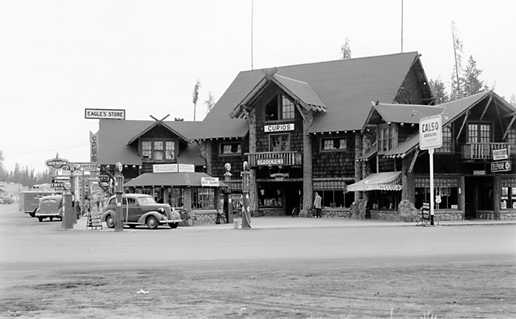
Eagle's Store, 1939.

Em 1927, o arquiteto de Bozeman, Fred F. Willson, projetou uma nova estrutura de três andares para a Eagle's Store no local da loja original construída em West Yellowstone em 1908. Willson doou sua experiência para promover o estilo rústico do Serviço de Parques Nacionais. O projeto era semelhante ao do Old Faithful Inn. Willson colocou toras de abeto medindo 18 pés (5,5 m) a 36 pés (11 m) de comprimento em uma base de riólito e concreto. Os contrafortes foram feitos de basalto.

## Monte Rainier

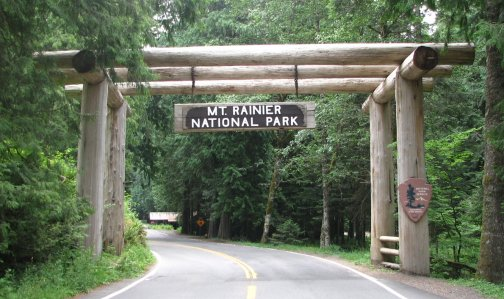
Portão Nisqually do Monte Rainier

O Parque Nacional do Monte Rainier é o quinto mais antigo parque nacional e foi o primeiro a ser projetado usando um plano diretor. Devido em parte à ocupação tardia da área, bem como ao plano diretor do Serviço de Parques Nacionais, o parque nacional abriga excelentes exemplos do estilo rústico de parques nacionais. Edifícios em quatro distritos históricos — Nisqually, Longmire, Paradise e Sunrise — juntamente com cabines de patrulha e pontes fazem do parque uma vitrine do estilo rústico.
Na entrada de Nisqually, enormes portões de entrada marcam a entrada do parque. Eles foram o resultado de uma solicitação do Secretário do Interior Bollinger, que os solicitou como parte de uma visita ao parque em 1910. A pérgola foi concluída a tempo para a visita do presidente William Howard Taft ao Monte Rainier no outono de 1911. Mais para dentro, o distrito histórico de Longmire abriga vários edifícios pré-parque e de estilo rústico inicial. O National Park Inn em Longmire foi projetado como um edifício despretensioso em um belo local no início da Wonderland Trail. A biblioteca, o museu e o centro de visitantes, e o edifício comunitário são todos exemplos importantes de arquitetura rústica que datam do início do século XX. O edifício administrativo, como um edifício do NPS maduro, foi construído em 1928 e é o exemplo de combinação bem-sucedida do estilo Prairie School e estilo rústico.
A área mais conhecida do parque nacional é o Distrito Histórico de Paradise. Desenvolvido pela Rainier National Park Company em 1916–1917, o Paradise Inn é o hotel joia da coroa do parque. Seguindo o exemplo do Old Faithful Inn a pousada de 2+1⁄2 andares foi projetada para suportar os severos invernos das Cascatas. O hotel foi feito com os restos de um forte incêndio florestal que queimou vários quilômetros de cedros. Anos de exposição desgastaram essas árvores até uma prata fina, que foram usadas para elementos arquitetônicos e decorativos do alojamento. Outros edifícios no Paradise incluem um posto de guarda florestal, um posto de conforto, uma casa de guia e um exemplo moderno do estilo rústico, o novo Centro de Visitantes Henry M. Jackson.

## Grand Canyon
No Arizona, a Atchison, Topeka and Santa Fe Railway concluiu em 1901 um ramal de sua linha principal Chicago–Los Angeles até a borda sul do Grand Canyon, vários anos antes do Monumento Nacional do Grand Canyon ser proclamado. Em parceria com a Fred Harvey Company, a ferrovia construiu um hotel de luxo, o El Tovar, na borda sul em 1904. A Santa Fe contratou Charles Frederick Whittlesey de Topeka, Kansas, para projetar o edifício, que ostentava mais de cem quartos. Foi inaugurado em janeiro de 1905. Construído com ecletismo da virada do século, o El Tovar incorporou, de acordo com a literatura de Fred Harvey, elementos externos do chalé suíço e da villa norueguesa, com uma combinação exótica de motivos internos, incluindo uma sala de jantar do século XV e uma série de "salas de arte" que continham pinturas de Thomas Moran, tapetes Navajo e outros artefatos nativos americanos. O hotel foi "pintado com uma cor marrom rica ou desgastada pelo tempo, que harmonizava perfeitamente com o verde-acinzentado de seus arredores únicos. É agradável aos olhos."

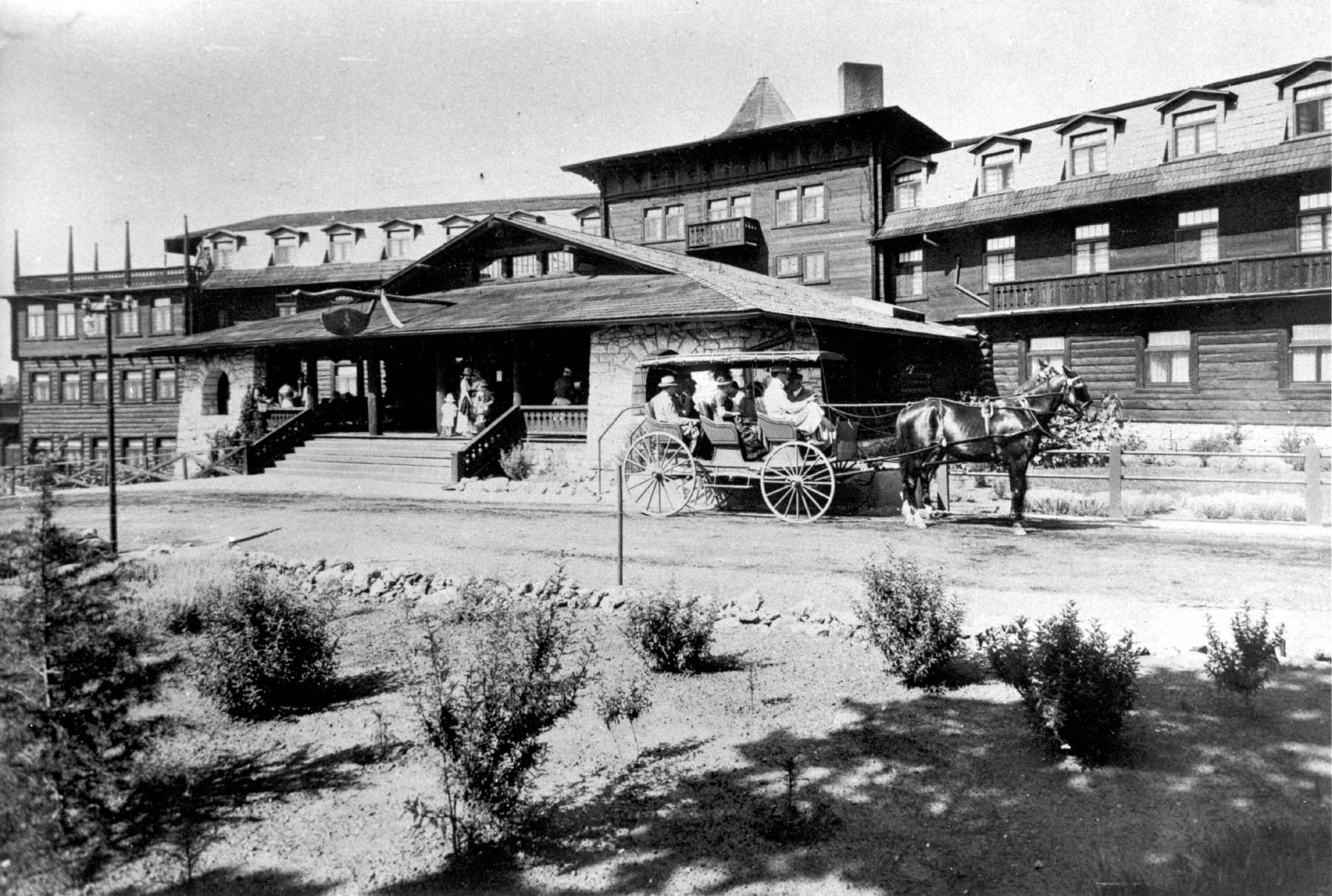
Uma vista antiga do Hotel El Tovar

A Hopi House, diretamente adjacente ao El Tovar, foi construída por Fred Harvey e a Santa Fe em 1905. O edifício foi projetado para servir como uma loja de presentes onde os nativos americanos pudessem vender seus produtos. Dessa forma, ela forneceu uma saída para os Hopis que viviam em parte dele, bem como para os Navajos que construíram hogans tradicionais nas proximidades. A Hopi House copiou de perto o pueblo Hopi em Oraibi, Arizona, e foi projetada por Mary Colter, arquiteta da Fred Harvey Company. O edifício foi construído no estilo tradicional pueblo, um idioma bem adequado ao cenário. O trabalho da Hopi House teve um efeito duradouro na arquitetura do parque e na arquitetura contemporânea do sudoeste, embora as adaptações posteriores do pueblo estivessem geralmente menos preocupadas com a autenticidade. A escolha estilística por parte da Srta. Colter e da Fred Harvey Company foi principalmente comercial, projetada para estimular o interesse em produtos nativos americanos. Julgado por tais padrões, a Hopi House foi bem-sucedida; serviu como uma bela instalação de marketing. A Hopi House simbolizou a parceria entre o comercialismo e o romantismo que caracterizou grande parte da arquitetura de Fred Harvey.
Por volta de 1914, a Fred Harvey Company iniciou uma grande expansão de suas instalações no Grand Canyon. Uma das primeiras estruturas novas foi o Lookout Studio, projetado por Mary Colter. Construído com pedra nativa, a estrutura da borda do cânion tinha uma linha de telhado de parapeito irregular que combinava com a forma e a cor dos penhascos ao redor.

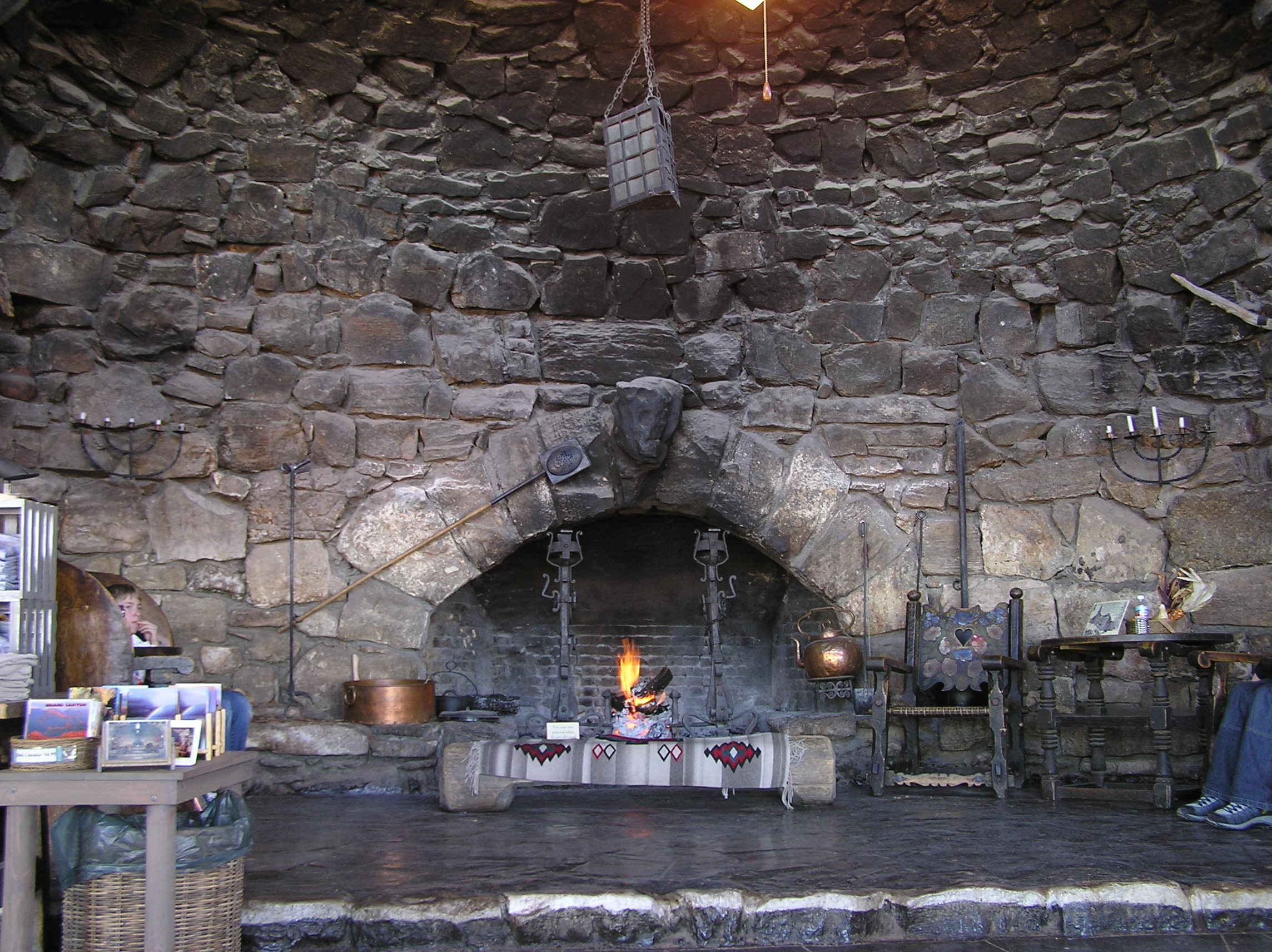
Lareira dentro do Hermit's Rest

Hermit's Rest, outro dos edifícios de fantasia de Colter, foi construído na cabeceira da Hermit Trail em 1914 para servir como barraca de refrescos e loja de presentes. Construído com pedras nativas e troncos enormes, o edifício parecia ter crescido em seu ambiente e era cuidadosamente protegido pela vegetação. Sua característica mais impressionante era sua enorme lareira.
As concessões na relativamente remota Borda Norte do Grand Canyon foram construídas e operadas pela Utah Parks Company, uma subsidiária da Union Pacific Railroad. As operações de concessão lá são centralizadas no Grand Canyon Lodge, construído na borda do cânion em 1927–1928. Projetado pelo renomado arquiteto Gilbert Stanley Underwood, o enorme chalé de estilo rústico foi construído com madeira, troncos e calcário nativo. Um total de 120 cabines rústicas de hóspedes se espalham para fora do edifício principal. A estrutura original do chalé queimou em 1932, mas foi reconstruída em 1936–1937 em sua pegada original. A ética de design rústico do chalé original foi mantida no edifício de 1937, e hoje o complexo do Grand Canyon Lodge é considerado o mais bem preservado da época dos hotéis rústicos de parques nacionais.

## Parque Nacional Glacier
O Parque Nacional Glacier foi estabelecido em 1910, imediatamente ao norte da linha principal da Great Northern Railway. A ferrovia imediatamente iniciou um programa de desenvolvimento de concessão massivo dentro e perto do parque, que incluiu a construção de dois grandes hotéis e nove complexos menores de "chalés". A pedra fundamental do projeto foi o Glacier Park Hotel (atualmente Glacier Park Lodge), localizado fora do limite do parque na estação do Parque Glacier (East Glacier). O hotel tinha capacidade para 400 hóspedes. O enorme complexo de estrutura de toras tinha quatro andares de altura e 628 pés (190 m) de comprimento. Completo com salas de música e escrita, sala de estar e hospital de emergência, o hotel ostentava pilares de toras sem casca de até quatro pés de diâmetro. Usados tanto no exterior quanto no interior, os troncos trouxeram a natureza para dentro para o prazer e conforto dos hóspedes. Conforme descrito na literatura promocional contemporânea, o saguão "Forest" incluía uma "fogueira aberta no andar do saguão; aqui, turistas, dignos chefes Blackfeet e guias experientes se aglomeram à noite em torno de um grande leito de pedras no qual galhos de pinheiros perfumados crepitam alegremente". A estrutura incluía em seu terreno de 160
-acre(s) (0,6 km2) um acampamento indígena Blackfeet.
O outro grande desenvolvimento da ferrovia em Glacier foi o Many Glacier Hotel, uma enorme e extensa propriedade em estilo chalé suíço na costa do lago Swiftcurrent, na porção nordeste do parque. O terceiro hotel em estilo rústico de Glacier, agora conhecido como Lake McDonald Lodge, foi construído privadamente em 1913 e adicionado à concessão da Great Northern em 1930.
Os acampamentos de chalés espalhados pelo parque eram estruturas de madeira ou pedra, construídas "no estilo suíço de arquitetura". A maioria eram complexos de cabanas de troncos, enquanto outros, notavelmente o Sperry Chalet e o Granite Park Chalet, eram edifícios de pedra. Cada uma das instalações isoladas tinha uma enorme lareira de pedra. Espaçados a uma distância fácil de viagem um do outro, os chalés estavam localizados nas partes mais pitorescas do parque.

## Lago Crater

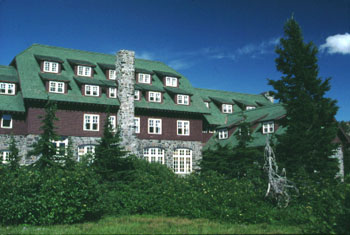
Crater Lake Lodge no Parque Nacional do Lago Crater, Oregon

A construção do Crater Lake Lodge no Oregon começou em 1914, embora várias adições tenham sido construídas posteriormente. O hotel foi construído diretamente na borda da cratera, aproximadamente 1 000 pés (300 m) acima do lago. O plano original era bastante simétrico. O andar inferior, que foi construído de pedra, incluía belas janelas em arco. Os andares superiores eram de telhas. O telhado, interrompido por fileiras de janelas de águas-furtadas, tinha empenas recortadas nas extremidades. Embora o hotel tenha incorporado materiais locais em seu design em uma tentativa de se integrar ao local, o complexo permaneceu relativamente proeminente, resultado de sua localização.
Ver também
- Distrito Histórico de Munson Valley
- Distrito Histórico de Rim Village
- Distrito Histórico de Rim Drive
- Residência do Superintendente de Crater Lake
- Estação de Observação Memorial Sinnott
- Comfort Station No. 68
- Comfort Station No. 72

## Outros parques nacionais
Outros parques nacionais com estruturas neste estilo incluem:
- Bryce Canyon Lodge no Parque Nacional de Bryce Canyon.
- Edifícios do Civilian Conservation Corps no distrito histórico do Monumento Nacional Bandelier, Los Alamos, Novo México.
- Oregon Caves Chateau localizado no distrito histórico do Monumento e Reserva Nacional das Cavernas do Oregon.
- Painted Desert Inn no Parque Nacional da Floresta Petrificada.
- Shadow Mountain Lookout no Parque Nacional das Montanhas Rochosas.
- Zion Lodge no Parque Nacional de Zion.

## Florestas nacionais

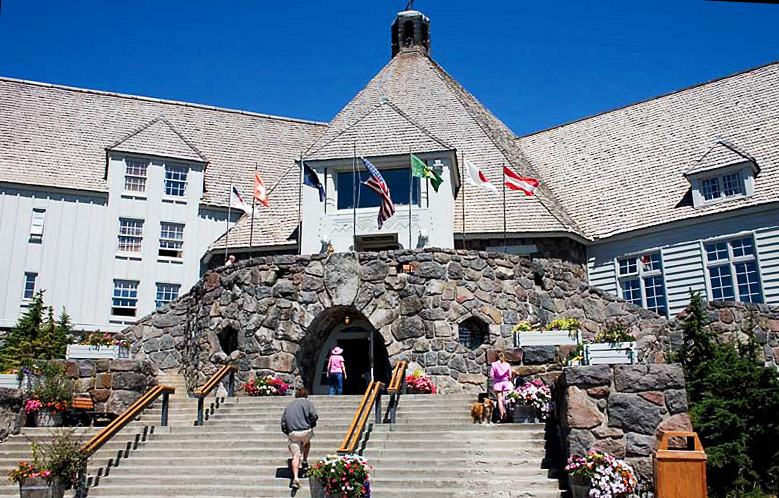
Timberline Lodge na Floresta Nacional do Monte Hood

O termo foi até mesmo aplicado a algumas estruturas de estilo semelhante localizadas em florestas nacionais:
- Timberline Lodge na Floresta Nacional do Monte Hood

## Parques estaduais
O estilo foi adotado por vários parques estaduais nos Estados Unidos. O trabalho era frequentemente realizado pelo Civilian Conservation Corps. Alguns exemplos são:
- Pousada do Parque Estadual de Starved Rock em Illinois
- Parque Estadual Millersylvania próximo à Olympia, Washington
- Pousada do Lago Sylvan, e outros edifícios no Parque Estadual de Custer, Dakota do Sul
- Pousada do Parque Estadual do Monte Magazine, no Arkansas
- Mather Lodge no Parque Estadual Petit Jean, no Arkansas
- Silver Falls Lodge no Parque Estadual de Silver Falls, no Oregon
- CCC Shelter no Parque Estadual Pokagon, em Indiana
- Acampamento CCC na Floresta Estadual de Upton, em Upton, Massachusetts
- Parque Estadual da Caverna Longhorn no Condado de Burnet, Texas
- Três cabines construídas pelo CCC na borda do cânion no Parque Estadual do Cânion de Palo Duro em Condado de Randall, Texas
- Parque Estadual Memorial Dolliver perto de Fort Dodge, Iowa
- Parque Estadual Jay Cooke perto de Duluth, Minnesota
- Parque Estadual do Monte Tamalpais perto de Mill Valley, Califórnia, especificamente trilhas, um mirante para vigia florestal no pico da montanha, e o famoso Mountain Theater/Sidney B. Cushing Memorial Amphitheater[8]

## Influência no Canadá
No Canadá, a arquitetura rústica influenciou os projetos de vários edifícios de parques nacionais, como o Centro de Informações do Parque Jasper (1914) e o Centro de Registro da Entrada Leste do Parque Riding Mountain (1933). Esse estilo também influenciou hotéis como o Château Montebello (1930), e muitas residências particulares, especialmente propriedades propriedades de férias e segundas residências construídas em lagos e florestas ("chalés" no sul de Ontário, "cabanas" no oeste do Canadá, etc.)